# 普雷蒂
普雷蒂（法語：Préty，法語發音：[pʁeti]）是法国索恩-卢瓦尔省的一个市镇，属于马孔区。

## 地理
普雷蒂（46°32'36"N, 4°56'33"E）面积12.4 平方千米，位于法国勃艮第-弗朗什-孔泰大區索恩-卢瓦尔省，该省份为法国中部省份，北起顺时针与科多尔省、汝拉省、安省、罗讷省、卢瓦尔省、阿列省和涅夫勒省接壤。
与普雷蒂接壤的市镇（或旧市镇、城区）包括：拉克罗、拉贝热芒德屈斯里、屈斯里、拉特内勒、图尔尼、拉特吕谢尔、勒维拉尔。

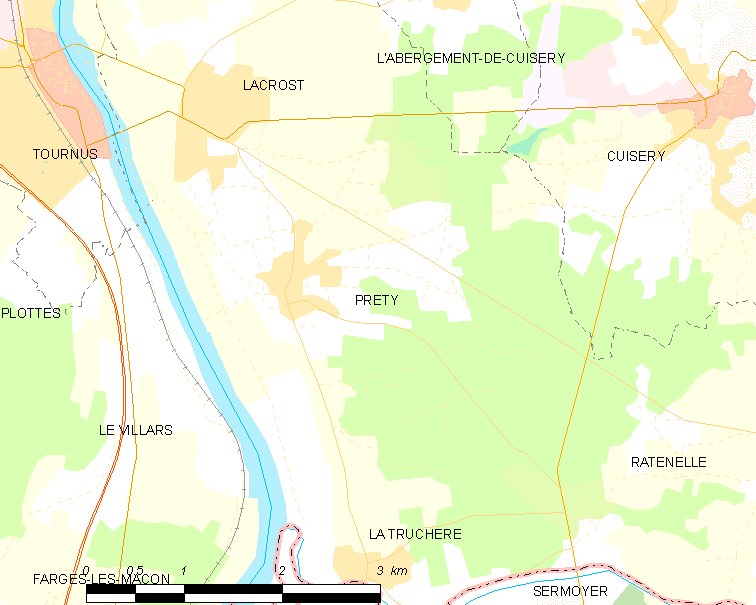
普雷蒂的OSM定位图

普雷蒂的时区为UTC+01:00、UTC+02:00（夏令时）。

## 行政
普雷蒂的邮政编码为71290，INSEE市镇编码为71359。

## 政治
普雷蒂所属的省级选区为图尔尼县。

## 人口

1962-2008年间普雷蒂人口变化图示

普雷蒂于2022年1月1日时的人口数量为583人。